# 福島孝志
福島 孝志（ふくしま たかし）は、日本の構造家。日建設計構造設計室主管。
- 2001年、日本大学理工学部建築学科卒業[1]。
- 2005年、日本大学大学院理工学研究科修士課程修了[2]。

羽田クロノゲート/地域貢献エリア『和の里』施設群で、日本建築構造技術者協会JSCA賞第26回新人賞受賞。2013年、渋谷ヒカリエの設計と施工で、2018年、京橋エドグランの設計と施工－高強度鋼を利用した新たな免震部材の開発で、JSCA賞業績賞受賞。その他の担当物件に、ヤマト運輸羽田クロノゲート・フォーラム棟他多数。「第6回パスタブリッジコンペティション」で優勝数回。